# Vladimir Bartol

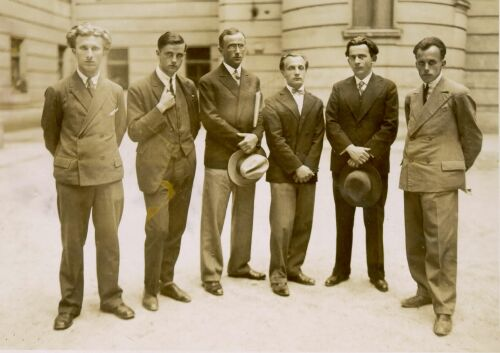
Edvard Kocbek, Bogomil Hrovat, Slavko Grum, Anton Ocvirk, Josip Vidmar und Vladimir Bartol

Vladimir Bartol (* 24. Februar 1903 bei Triest, Österreich-Ungarn; † 12. September 1967 in Ljubljana, Sozialistische Föderative Republik Jugoslawien) war ein jugoslawischer Autor und berühmt für seinen Roman Alamut, der 1938 erschien und 1982 ins Deutsche übersetzt wurde.

## Leben
Bartol wurde am 24. Februar 1903 in dem Dorf San Giovanni bei Triest als drittes von sieben Kindern geboren. Seine Eltern Gregor Bartol, Postbeamter, und Marica Bartol-Nadlisek, Lehrerin und Autorin, kümmerten sich sehr um seine Erziehung. In seiner Autobiografie beschreibt er sich selbst als ein überempfindliches und etwas merkwürdiges Kind mit großer Fantasie. In seinem Leben interessierte er sich für die verschiedensten Gebiete, so unter anderem: Biologie, Philosophie, Psychologie, Kunst, Theater und Literatur. Als Naturwissenschaftler sammelte und erforschte er Schmetterlinge. Vladimir Bartol begann seine Schulzeit in Triest und beendete sie in Ljubljana, wo er sich an der dortigen Universität für ein Biologie- und Philosophiestudium einschrieb. Besondere Aufmerksamkeit richtete er dabei auf die Arbeiten von Sigmund Freud. Er machte 1925 seinen Abschluss und studierte von 1933 bis 1934 an der Sorbonne weiter. Im Jahr 1928 diente er bei der Armee in Peterwardein. Von 1933 bis 1934 lebte er in Belgrad. Danach zog er wieder nach Ljubljana und arbeitete dort bis 1941 als freier Autor. Nach dem Zweiten Weltkrieg kehrte er in seine Geburtsstadt zurück, wo er ein Jahrzehnt von 1946 bis 1956 verbrachte. Später wurde er als ständiges Mitglied in die Slowenische Akademie der Wissenschaften und Künste (SAZU) gewählt, für die er nach der Rückkehr nach Ljubljana bis zu seinem Tod arbeitete.

## Werke
- Lopez. 1932 (Drama)
- Al Araf. 1935 (Sammlung von Kurzgeschichten)
- Alamut. Ljubljana 1938; 1958; 1984; 1988.
  - Alamut. Ein Roman aus dem alten Orient. Aus dem Slowenischen von Claude Vincenot. Französische Überarbeitung von Jean-Pierre Sicre. Aus dem Französischen von Sylvia Antz. Bastei Lübbe, Bergisch Gladbach 1992, ISBN 3-7857-0638-3; ebd. 1993, ISBN 3-404-11990-8.
  - Alamut. Historischer Roman. Bergisch Gladbach 1997, ISBN 3-404-25310-8.
- Tržaške humoreske. 1957 (Sammlung von Kurzgeschichten)
- Don Lorenzo. 1985
- Med idilo in grozo. 1988
  - Zwischen Idylle und Grauen. Novellen. Aus dem Slowenischen von Erwin Köstler. Mit einem Nachwort von Jelka Kernev Štrajn. Klagenfurt: Drava, Mohorjeva/Hermagoras, Wieser 2013 (Slowenische Bibliothek), ISBN 978-3-85435-683-7
- Mladost pri Svetem Ivanu. 2001 (Autobiografie)